# Moscow Ladies Open
Il Moscow Ladies Open (conosciuto anche come Moscow International Indoor Open) è stato un torneo femminile di tennis giocato dal 1989 al 1995. Si è disputato a Mosca in Russia dal 1989 (come Virginia Slims of Moscow) al 1990 (come Kraft General Foods of Moscow) e ancora dal 1994 al 1995 (come Moscow Ladies Open) e a San Pietroburgo in Russia nel 1991 (come St. Petersburg Open). Il torneo si giocava su campi in sintetico indoor.
L'evento è stato sostituito dalla Kremlin Cup che dal 1996 è diventato un torneo combined.

## Albo d'oro

### Singolare
| Anno        | Campionessa       | Finalista         | Punteggio     |
| ----------- | ----------------- | ----------------- | ------------- |
| 1975        | Ol'ga Morozova    | Elena Granaturova | 6-0, 1-6, 6-4 |
| 1989        | Gretchen Magers   | Nataša Zvereva    | 6–3, 6–4      |
| 1990        | Leila Meskhi      | Elena Brjuchovec  | 6–4, 6–4      |
| 1991        | Larisa Neiland    | Barbara Rittner   | 3–6, 6–3, 6–4 |
| 1992 - 1993 | Non disputato     | Non disputato     | Non disputato |
| 1994        | Magdalena Maleeva | Sandra Cecchini   | 7–5, 6–1      |
| 1995        | Magdalena Maleeva | Elena Makarova    | 6–4, 6–2      |

### Doppio
| Anno        | Campionesse                            | Finaliste                           | Punteggio     |
| ----------- | -------------------------------------- | ----------------------------------- | ------------- |
| 1989        | Larisa Neiland / Nataša Zvereva        | Nathalie Herreman / Catherine Suire | 6–3, 6–4      |
| 1990        | Gretchen Magers / Robin White          | Elena Brjuchovec / Svetlana Černeva | 6–2, 6–4      |
| 1991        | Elena Brjuchovec / Natalija Medvedjeva | Isabelle Demongeot / Jo Durie       | 7–5, 6–3      |
| 1992 - 1993 | Non disputato                          | Non disputato                       | Non disputato |
| 1994        | Elena Makarova / Evgenija Manjukova    | Laura Golarsa / Caroline Vis        | 7–6, 6–4      |
| 1995        | Meredith McGrath / Larisa Neiland      | Anna Kurnikova / Aleksandra Olsza   | 6–1, 6–0      |